# Philosophisches Wörterbuch (Klaus-Buhr)
Das Philosophische Wörterbuch ist der Name des von Georg Klaus und Manfred Buhr 1964 bis 1987 herausgegebenen, zunächst einbändigen, ab 1969 stark erweiterten zweibändigen Wörterbuchs des Marxismus-Leninismus, das im Verlag des Bibliographischen Instituts, Leipzig erschien. Das Wörterbuch hatte bis 1976 eine Auflage von über 530.000 Exemplaren. In der Bundesrepublik Deutschland erschien es im Rowohlt Verlag, hier in drei Bänden und unter dem Titel: Marxistisch-Leninistisches Wörterbuch der Philosophie.

## Mitarbeiter
| - Bartsch, Gerhard - Beyer, Wilhelm Raimund - Barck, Karlheinz - Burmeister, Brigitte - Crüger, Herbert - Eichhorn, Wolfgang - Fontius, Manfred - Geissler, Rolf - Gedö, Andréas - Girnus, Wilhelm - Heinrich, Gerda - Heyden, Günter - Hiebsch, Hans - Höppner, Joachim - Horstmann, Hubert - Kirchoff, Rolf - Klein, Matthäus | - Klenner, Hermann - Kolesnyk, Alexander - Kortum, Hans - Kosing, Alfred - Kröber, Günter - Lehmann, Ulf - Liebscher, Heinz - Löther, Rolf - Löwe, Bernd P. - Max, Rolf - Mielke, Helmut - Miller, Reinhold - Mollnau, Karl A. - Moritz, Ralf - Neumann, Werner - Parthey, Heinrich - Pepperle, Heinz | - Richter, Gudrun - Römer, Hinrich - Ruben, Walter - Rüstau, Hiltraud - Schramm, Johanna - Schröder, Winfried - Schuffenhauer, Werner - Schulze, Hans - Segeth, Wolfgang - Starke, Manfred - Steigerwald, Robert - Vorholzer, Jörg - Warnke, Camilla - Werner, Claus - Wrona, Vera - Wüstneck, Klaus-Dieter |

## Kritik
Der Philosophieprofessor an der Universität Kassel Wolfdietrich Schmied-Kowarzik urteilte 1996, das Wörterbuch sei kein Nachschlagewerk gewesen, sondern ein Gesetzes- und Regelbuch der „Marxistisch-Leninistischen“ Ideologie, das vorschrieb, wie zu denken sei. „Für die, die etwas bereits von Marx und seiner philosophischen Herkunft wussten, war es ein abschreckendes Beispiel, wie man gerade nicht mit dem kritischen Denken von Marx umgehen darf“. Schmied-Kowarzik stellt an markanten Beispielen im Vergleich zum Historisch-kritischen Wörterbuch des Marxismus die Einseitigkeit und dogmatische Bindung des Wörterbuches dar.

## Ausgaben
- Philosophisches Wörterbuch. VEB Bibliographisches Institut, Leipzig 1964 (1.–30. Tausend).
- Philosophisches Wörterbuch. 2 Bände. 6. überarbeitete und erweiterte Auflage, VEB Bibliographisches Institut, Leipzig 1969 (121.–170. Tausend).
- Philosophisches Wörterbuch. 2 Bände. 10. neuerarbeitete und erweiterte Auflage, VEB Bibliographisches Institut, Leipzig 1974 (326.–400. Tausend).[2]
- Philosophisches Wörterbuch. 2 Bände. 12. gegenüber der 10, neuerarbeitete und durchgesehene Auflage, VEB Bibliographisches Institut, Leipzig 1976 (481.–530. Tausend).
- Philosophisches Wörterbuch. Bd. 1: A bis Konditionalitätsprinzip. Bd. 2: Konflikt bis Zyklentheorie. 8. Aufl. Lizenzausgabe für Westeuropa. Das Europäische Buch, Berlin 1972.
- Marxistisch-Leninistisches Wörterbuch der Philosophie. 3 Bände. Rowohlt, Hamburg 1972, ISBN 3-499-16155-9 (6. Auf. 68.–72. Tsd. 1983)
- Philosophisches Wörterbuch, Band 1–2. Westberlin: deb: Verlag das europäische buch, 1985. 13. Aufl. als fotomechan Nachdr. d. 12. durchges. Aufl. (Copyright 1976 Bibliographisches Institut Leipzig), ISBN 3-88436-144-9.